# CAPTCHA
CAPTCHA (главни букви на латиница, ˈkæptʃə, понякога предавано като капча) е тест за сигурност, използван в информатиката, за който се смята, че може да бъде издържан само от човек. Компютър генерира прост въпрос, чийто отговор е очевиден за човек, но не и за друг компютър. Типичен CAPTCHA тест е показването на разкривени букви, които потребителят трябва да въведе.
Терминът „CAPTCHA“ е въведен през 2000 от Люис фон Ан, Манюел Блум, Никълъс Дж. Хопър (учени от Университета „Карнеги Мелън“) и Джон Ленгфърд (по това време служител на IBM) и е съкращение от „Completely Automated Public Turing test to tell Computers and Humans Apart“ (напълно автоматизиран публичен тест на Тюринг за разграничаване на компютри от хора).
CAPTCHA-та понякога е определяна като обратен тест на Тюринг, защото е проверка, при която потребител трябва да докаже на компютър, че е човек, за разлика от стандартния тест на Тюринг, при който машина иска да докаже на човек, че е човек.
Настоящата официална версия на CAPTCHA се казва reCAPTCHA.

## Характеристики
CAPTCHA е система, която задава въпроси, на които:
- Съвременни компютърни програми не могат да отговорят;
- Повечето хора могат;
- И това не зависи от различните видове CAPTCHA, тъй като те са нови за атакуващия сигурността на системата.

Въпреки че бутон „щракнете тук, ако не сте компютър“ може да служи като тест, разграничаващ хора от ботове, той не е CAPTCHA, защото се основава на предположението, че атакуващият защитата не е положил усилия да разбие тази определена форма на защита.

## История
Една от първите теоретични разработки, подобни на CAPTCHA, е тази на Мони Наор, която съставя списък на методите, чрез които може човек да бъде различен от бот. Ранни версии на CAPTCHA изглежда са били разработени още през 1997 за AltaVista от Андрей Бродър и неговите колеги с цел ботове да не могат да добавят уебадреси към тяхната търсачка. Те разработили множество примери за CAPTCHA, сред тях и тази на Yahoo!.

## Приложения
CAPTCHA се използва, за да се предотврати възможността ботове да извършват действия, които биха навредили на сигурността на системата или до други злоупотреби, като например регистрацията на потребителски сметки в безплатни услуги за електронна поща с цел изпращане на голямо количество спам. През февруари 2008 компанията Websense обявява, че е открила пропуск в CAPTCHA-та на Gmail. CAPTCHA се използва и за превенция срещу ботове, правещи автоматични публикации в блогове, форуми и уикита.

## Достъпност
Понеже CAPTCHA се основава на визуално разпознаване на символи, потребители с нарушено зрение не могат да видят визуалния тест. По тази причина официалният сайт на CAPTCHA препоръчва като алтернатива на визуалния тест да се прилага звуков.

### Опити за по-достъпни CAPTCHA
Необходимо е обаче CAPTCHA-та да е достъпна и за потребители, които имат и нарушено зрение, и нарушен слух. Решение за това е например MAPTCHA-та, или Математическата CAPTCHA, при която на потребителите се задават въпроси от „колко е 1+1“ до намиране на производни на полиноми или въпроси от общ характер като „какъв цвят е небето“. Но това нарушава някои от основните принципи на CAPTCHA като този, че въпросите трябва да се генерират автоматично или че на тях може да се отговори предвид сегашното ниво на развитие на изкуствения интелект. Такива версии на CAPTCHA разчитат на това, че атакуващият не е срещал преди въпроса, формулиран по този начин, или не смята, че си струват усилията за разбиване на този въпрос.
Понякога, ако потребителите не могат да отговорят на CAPTCHA-та, от тях се изисква потвърждение по телефон или по електронна поща.

## Заобикаляне
Има няколко начина за заобикаляне на CAPTCHA защитата:
- експлоатиране на бъгове, които позволяват напълно да се заобиколи CAPTCHA системата
- подобряване на софтуера за разчитане на текст
- използване на евтин човешки труд

Някои CAPTCHA защити могат да бъдат заобиколени, без да се използва софтуер за разпознаване на текст, като се влиза със стар номер на сесия. Правилно разработена CAPTCHA защита не позволява потребител да опитва няколко пъти да отговори на една и съща CAPTCHA.
Няколко разработки са опитвали да разработят софтуер за разпознаване на буквите (и понякога с успех!) на основата на следния алгоритъм:
1. Извличане на изображението от уебстраницата.
2. Обработка; премахването на фона, например чрез премахване на тънките линии.
3. Разделяне на изображението на букви.
4. Идентифициране на буквите.

Компютър може лесно да се справи със задачите, свързани със стъпки 1, 2, и 4. Частта, в която хората са по-добри от компютрите, е разграничаването на отделните букви. Ако фонът съдържа форми, подобни на части от буквите, и ако тези форми са свързани с буквите, разделянето на текста на букви става невъзможно със сегашните компютърни програми.
Няколко разработки са разбивали истински CAPTCHA защити, като ранната CAPTCHA система „EZ-Gimpy“, използвана от Yahoo!, както и тези, използвани от популярни уебсайтове като PayPal, LiveJournal, phpBB.
През януари 2008 компанията Network Security Research създава програма за разпознаване на новата CAPTCHA на Yahoo!, а програми за разпознаване на CAPTCHA-та на другите основни услуги за електронна поща – Windows Live Hotmail и Gmail – излизат съвсем скоро след това.
През февруари 2008 се появяват съобщения, че спамъри разполагат с програми, разчитащи между 30% и 35% от CAPTCHA-та на Windows Live Mail и 20% от CAPTCHA-та на Gmail. Екип от учени от Нюкасълския университет успяват да разработят програма, разделяща буквите в CAPTCHA-та с успеваемост от 90%.

### Човешка намеса
CAPTCHA-та може да бъде разчетена от хора, на които изображение се изпраща, а ботът препредава изпратеното от третия потребител съобщение.
Възможност за реализирането на това на практика е, ако собствениците на ботове притежават и уебсайт с голям трафик: в такъв случай техните ботове могат да показват CAPTCHA изображението на потребители на въпросния сайт, които да дават отговора. През октомври 2007 зловредна програма кара потребители да отговарят на CAPTCHA, за да им покаже по-голяма част от порносайт.